# Dritan Mehmeti
Dritan Mehmeti (Tirana, 9 gennaio 1980) è un allenatore di calcio ed ex calciatore albanese, di ruolo centrocampista..

## Carriera

### Allenatore
Nell'autunno 2012 prese le redini del Dinamo Tirana in sostituzione dell'esonerato Eduard Zhupës. 
La sua prima esperienza alla Dinamovitët durò solo otto settimane, riprese nuovamente l'incarico nell'estate 2013. Si dimise dall'incarico dopo quasi due anni al comando della squadra, in seguito alla partita contro il  Bylis Ballsh. Nel 2018 venne ufficializzato come vice allenatore di Skënder Gega alla guida del Partizani Tirana. In seguito ad uno scontro con Franco Lerda, l'allora allenatore dei Demat E Kuq, il 30 ottobre 2019 viene annunciato come nuovo allenatore del Partizani Tirana B lasciando l'incarico da vice allenatore.

## Palmarès

### Giocatore

#### Competizioni nazionali
- Kategoria e Parë: 1

Besa Kavajë: 2004-2005